# Portret van een man (Hugo van der Goes)
Portret van een man is een olieverfschilderij uit circa 1475 van Hugo van der Goes. 
Hoewel Hugo van der Goes een uitmuntend portretschilder was, heeft hij voor zover bekend  geen zelfstandige portretten gemaakt, in tegenstelling tot de meeste andere Vlaamse Primitieven vanaf Jan van Eyck en Rogier van der Weyden. Hoewel dit schilderij en het paneel in Baltimore er dicht bij in de buurt komen, gaat het altijd om portretten in een religieuze context, zoals stichters op altaarstukken.
Waarschijnlijk was dit schilderij oorspronkelijk het linkerluik van een devotioneel diptiek met een Madonna met Kind, zoals er van Rogier van der Weyden bekend zijn, of misschien eerder een triptiek, aangezien de donor op de diptieken van Rogier van der Weyden naar links kijkt. In dat geval was op het rechterpaneel de echtgenote afgebeeld met in het midden de Madonna, zoals oorspronkelijk ook bij de triptiek van Tommaso Portinari en Maria Baroncelli door Hans Memling het geval was. Het rechthoekige paneel werd later bijgezaagd tot een ovaal. De handen en de achtergrond met het doorkijkje door een venster werden op een gegeven moment weggeschilderd en kwamen rond 1930 weer tevoorschijn toen het schilderij werd schoongemaakt. Tot dat moment werd het portret toegeschreven aan Antonello da Messina.

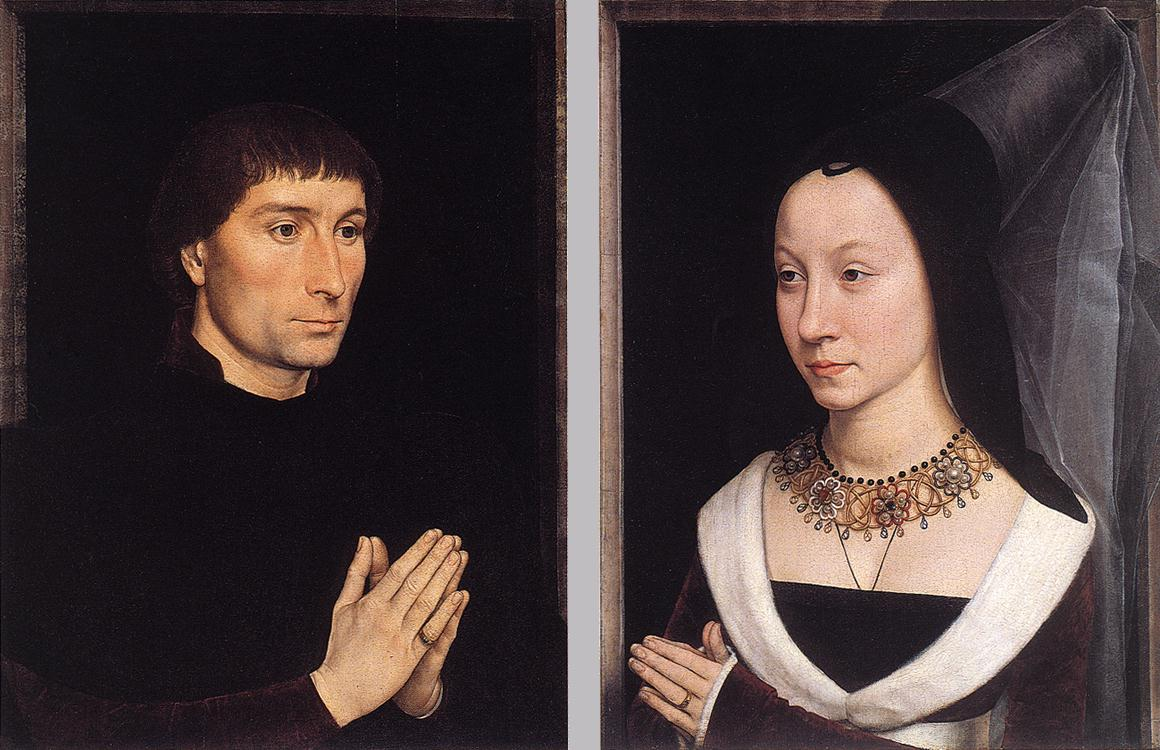
Hans Memling, Buitenste panelen van een devotioneel triptiek met Tommaso Portinari en Maria Baroncelli, ca. 1470, Metropolitan Museum of Art, New York

## Herkomst
Vanaf 1878 werd het schilderij drie keer geveild bij verschillende veilinghuizen in Parijs. De kopers waren achtereenvolgens Étienne Martin, Baron de Beurnonvolle, uit Parijs (in 1878), Paul Mame uit Tours (in 1881) en H.O. Havemeyer uit New York (in 1904), wiens echtgenote het werk in 1929 per testament naliet aan The Metropolitan Museum of Art.